# Todd Rogers (joueur de jeux vidéo)
Pour l’article homonyme, voir Todd Rogers.
Todd Rogers (aussi connu sous le nom de Todd Togers), né le 1er décembre 1964, est un joueur de jeux vidéo américain.

## Biographie
Réalisant à partir de 1982 de nombreux records sur des jeux d'arcade sur console de jeux vidéo, il est connu comme le premier joueur professionnel de l'histoire. Avant que l'on découvre finalement qu'il était un tricheur.

## Controverses
En janvier 2018, Twin Galaxies considère, à la suite d'avis d'experts, que son record le plus célèbre, sur le jeu Dragster, est impossible à réaliser. Cette organisation invalide alors l'ensemble de ses records réalisés.